# HD 173780
HD 173780 är en ensam stjärna belägen i den södra delen av stjärnbilden Lyran nära gränsen mot Herkules. Den har en skenbar magnitud av ca 4,84 och är svagt synlig för blotta ögat där ljusföroreningar ej förekommer. Baserat på parallax enligt Gaia Data Release 2 på ca 13,8 mas, beräknas den befinna sig på ett avstånd på ca 237 ljusår (ca 73 parsek) från solen. Den rör sig närmare solen med en heliocentrisk radialhastighet på ca –17 km/s.

## Egenskaper
HD 173780 är en orange till gul jättestjärna av spektralklass K3 III och ingår i den röda klumpen, vilket anger att den befinner sig på den horisontella jättegrenen och genererar energi genom termonukleär fusion av helium i dess kärna. Den har en massa som är ca 1,7 solmassor, en radie som är ca 16 solradier och har ca 92 gånger solens utstrålning av energi från dess fotosfär vid en effektiv temperatur av ca 4 500 K.